# کامبرلند (ویرجینیا)
کامبرلند (به انگلیسی: Cumberland) یک منطقهٔ مسکونی در ایالات متحده آمریکا است که در شهرستان کامبرلند، ویرجینیا واقع شده‌است. کامبرلند ۱۰٫۸۴ کیلومتر مربع مساحت و ۳۹۳ نفر جمعیت دارد و ۱۳۸٫۶۹ متر بالاتر از سطح دریا واقع شده‌است.